# FC Famalicão
Futebol Clube de Famalicão is een Portugese voetbalclub uit Vila Nova de Famalicão die werd opgericht in 1931 en in de Primeira Liga speelt, de hoogste divisie in het Portugese betaald voetbal.

## Geschiedenis
De club won in het seizoen 2014/15 de titel in de Campeonato Nacional (derde divisie, noord), waardoor promotie een feit was. In het seizoen 2018/19 promoveerde de club na een tweede plaats in de Segunda Liga naar de Primeira Liga. Daar speelde de club eerder in de seizoenen 1946/47, 1978/79 en van 1990 tot 1994. In september 2019 was Famalicão enkele wedstrijden koploper in de Primeira Liga.

## Eindklasseringen
| 1 |

| 13 |

| 2 |

| 2 |

| 4 |

| 8 |

| 10 |

| 10 |

| 13 |

|  |

|  |

|  |

|  |

|  |

|  |

|  |

|  |

|  |

| 8 |

| 12 |

| 12 |

| 7 |

| 11 |

| 2 |

| 3 |

| 8 |

| 6 |

| 10 |

| 13 |

| 8 |

| 5 |

| 7 |

| 1 |

| 13 |

| 9 |

| 12 |

| 11 |

| 8 |

| 6 |

| 6 |

| 6 |

| 9 |

| 19 |

| 1 |

| 2 |

| 15 |

| 14 |

| 14 |

| 17 |

| 12 |

| 17 |

| 3 |

| 10 |

| 10 |

| 2 |

| 2 |

| 20 |

| 6 |

| 10 |

| 2 |

| 7 |

| 12 |

| 13 |

| 2 |

| 3 |

| 2 |

| 7 |

| 9 |

| 8 |

| 2 |

| 6 |

| 15 |

| 14 |

| 2 |

| 6 |

| 9 |

| 8 |

| 8 |

| 8 |

| 7 |

| Primeira Liga | Segunda Divisão/Liga Pro | Segunda Divisão B | Tercera Divisão Niv. 4 | Distrital (Reg. Niv. 5) |

Tot 1999 stond de Primeira Liga bekend als de Primeira Divisão. De Segunda Liga kende in de loop der tijd meerdere namen en heet sinds 2020/21 Liga Portugal 2. Ook het 3e niveau kende verschillende namen en heet sinds 2021/22 Liga 3.
| Seizoen   | №  | Clubs | Divisie       | Duels | Winst | Gelijk | Verlies | Doelsaldo | Punten | Tsch  |
| --------- | -- | ----- | ------------- | ----- | ----- | ------ | ------- | --------- | ------ | ----- |
| 2015–2016 | 6  | 24    | Segunda Liga  | 46    | 18    | 18     | 10      | 64–51     | 72     | 2.808 |
| 2016–2017 | 15 | 22    | Segunda Liga  | 42    | 14    | 11     | 17      | 47–50     | 53     | 2.503 |
| 2017–2018 | 14 | 20    | Segunda Liga  | 38    | 13    | 9      | 16      | 46–49     | 48     | 1.731 |
| 2018–2019 | 2  | 18    | Segunda Liga  | 34    | 21    | 6      | 7       | 57–34     | 69     | 3.478 |
| 2019–2020 | 6  | 18    | Primeira Liga | 34    | 14    | 12     | 8       | 53-51     | 54     | 2.929 |
| 2020–2021 | 9  | 18    | Primeira Liga | 34    | 10    | 10     | 14      | 40-48     | 40     |       |
| 2021-2022 | 8  | 18    | Primeira Liga | 34    | 9     | 12     | 13      | 45-51     | 39     |       |
| 2022-2023 | 8  | 18    | Primeira Liga | 34    | 13    | 5      | 16      | 39-47     | 44     |       |
| 2023-2024 | 8  | 18    | Primeira Liga | 34    | 10    | 12     | 12      | 37-41     | 42     |       |
| 2024-2025 | 7  | 18    | Primeira Liga | 34    | 12    | 11     | 11      | 44-39     | 47     |       |

## Erelijst
- Segunda Divisão: 1978, 1988

## Bekende (oud-)spelers
- Fernando Couto
- Justin de Haas
- Gevaro Nepomuceno
- Carlos Secretário
- Henrique Sereno
- Calvin Verdonk
- Bruno Alves
- Tom van de Looi